# 冯平 (1903年)
冯平（1903年—1986年），曾用名冯广智、冯若愚，男，山东泰安县东南乡(今新泰楼德镇）人，中华人民共和国政治人物，曾任中共山东省委统战部部长，第三届、第四届山东省政协副主席，第四届全国政协委员。

## 生平
少时在家乡读书，1919年考入曲阜的山东省立第二师范讲习班，1921年毕业。先后在楼德、封家庄、苗庄等地教书。

1940年成立山东省战时工作推行委员会（简称“山东省战工会”），下设政治、军事、财政经济、教育、民众动员5个组，黎玉为首席组长。艾楚南率冯平、耿光波、郝伊人负责财政经济组。
1945年8月，山东省临时参议会和省战时行政委员会一致决定成立山东省政府，推选黎玉为省政府主席，艾楚南任财政厅厅长，冯平任省财政厅副厅长兼粮食总局局长。1945年12月成立中共华东中央局财经委员会，冯平和薛暮桥、孙冶方、顾准等人为委员。1946年9月任山东省支前委员会副主任委员。1948年4月9日，根据华东局指示，成立中国人民解放军潍坊军事管制委员会，山东兵团司令许世友为军管会主任，华东财办代表冯平为第一副主任，山东兵团政治部主任谢有法为第二副主任。1948年7月6日，成立中国人民解放军兖州市军事管制委员会，成钧任主任，冯平为第一副主任。1948年8月，为做好济南战役的后勤保障，山东省支前委员会设前方办事处，冯平任主任。1948年9月7日，华东局成立了统一的济南市接管委员会，曾山为主任委员，郭子化为副主任委员，谭震林、袁仲贤、刘顺元、冯平为委员，统一领导全市军事、行政、交通管理事宜及一切接管工作。10月底，济南军事管制结束，根据华东局指示，另行成立济南特别市敌产清理委员会，曾山为主任，冯平为副主任。1948年12月2日成立中国人民解放军华东军区徐州特别市军事管制委员会，傅秋涛任主任委员，冯平任副主任委员，周林、袁也烈、华诚一为委员。1949年5月中国人民解放军青岛市军事管制委员会成立，冯平任军管会委员，领导生产部、工矿部、财粮部，并兼任生产部部长。生产部的任务是接管伪中纺公司、齐鲁公司、中蚕公司及官僚资本经营之其他轻工业，同时组织复厂复工就业，以恢复发展城市生产。 1949年3月30日，山东省政府委员会暨山东省参议会举行联席会议，决定将山东省政府改称山东省人民政府，康生任主席，郭子化、方毅任副主席，冯平等13人任政府委员。1949年6月20日，中共中央山东分局重新建立省府党组，由康生、郭子化、冯平等17人组成。1949年6月冯平任山东省接管委员会生产部部长、山东省人民政府生产部部长。
1950年7月至1955年1月，任山东省工业厅厅长，中共山东省委工业部部长，1951年6月至1952年11月兼任山东工学院院长。1955年3月至1956年5月，任山东省人民政府工业办公室主任。1957年5月，任中共淄博市委书记处书记、淄博市市长。1962年任山东省委统战部部长。1963年12月山东省政协第三届委员会副主席，主席谭启龙。1977年12月任山东省政协第四届委员会副主席，主席白如冰。

## 著作
- 《粮食工作者怎样支援前线》（《粮政通讯》第二期，山东省粮食总局编，1946年11月）
- 《战时粮食工作》（《大众日报》，1947年8月26日）
- 《提高我们的工业生产》（《山东政报》，1951年第1期）

## 家人
高祖冯秉峣：道光己酉科（1849）岁贡
家族内有数人成为当地名医，救人无数。在楼德开设有万和堂、生生堂、永济堂、贞济堂等药店。
堂弟冯文(1917—1986)：1938年4月参加革命，历任鲁南区党委交通科干事，鲁南第一、第二、第四地委交通科科长，赵博县战时邮局局长。解放战争时期任鲁南战时邮局督察员，滨海支前司令部军邮局局长、粮食总站副站长，西南服务第一团交通科副科长等职。建国后，历任四川省川东区党委交通科科长、川东军区军邮局局长、四川省军区军邮局局长、四川省邮电管理局副局长等职。
儿子冯恺(1921-2006)：1938年9月参加八路军，历任山东省委干校学员，山东省战地文艺服务团党支部委员，晋东南区党委党校学员，八路军山东纵队政治部民运部干事，山东纵队独立支队政治教导员，鲁中军区沂中县大队政治教导员，鲁中军区第一团记者、组织干事，山东军区第三师营政治教导员。解放战争时期，历任东北民主联军第三纵队第7师12团三营政治教导员，发明了“诉苦”教育，后任团政治处主任等职。中华人民共和国建立后，历任第四野战军第四十军政治部青年部副部长、军政治部组织处处长、团政治委员、师政治部主任、副政委，第一二○师代政委、政委，第四十军副政委、政委。1975年任沈阳军区军政干校政委，1978年任沈阳军区大连陆军学校政委，1981年任沈阳军区后勤部顾问。1983年离职休养。